# 埃里克·韦尔兰德
埃里克·彼得·弗尔林德（荷蘭語：Erik Peter Verlinde，1962年1月27日—），荷兰理论物理学家、弦理论家。

## 生平
1962年出生于荷兰沃登贝赫。他与物理学家赫尔曼·弗尔林德是双胞胎兄弟。他的研究范围包括弦理论、引力、黑洞和宇宙学。目前在阿姆斯特丹大学理论物理研究所工作。
2009年12月8日，他在一个专题论文会上介绍了他关于如何推导出牛顿经典力学的新理论。之后，2010年1月6日他在网上发表了论文《引力的起源与牛顿定律》（On the Origin of Gravity and the Laws of Newton）。其中他给出了一个新的假说，认为引力并非是一种基本力，而是熵力。